# Kemonomimi

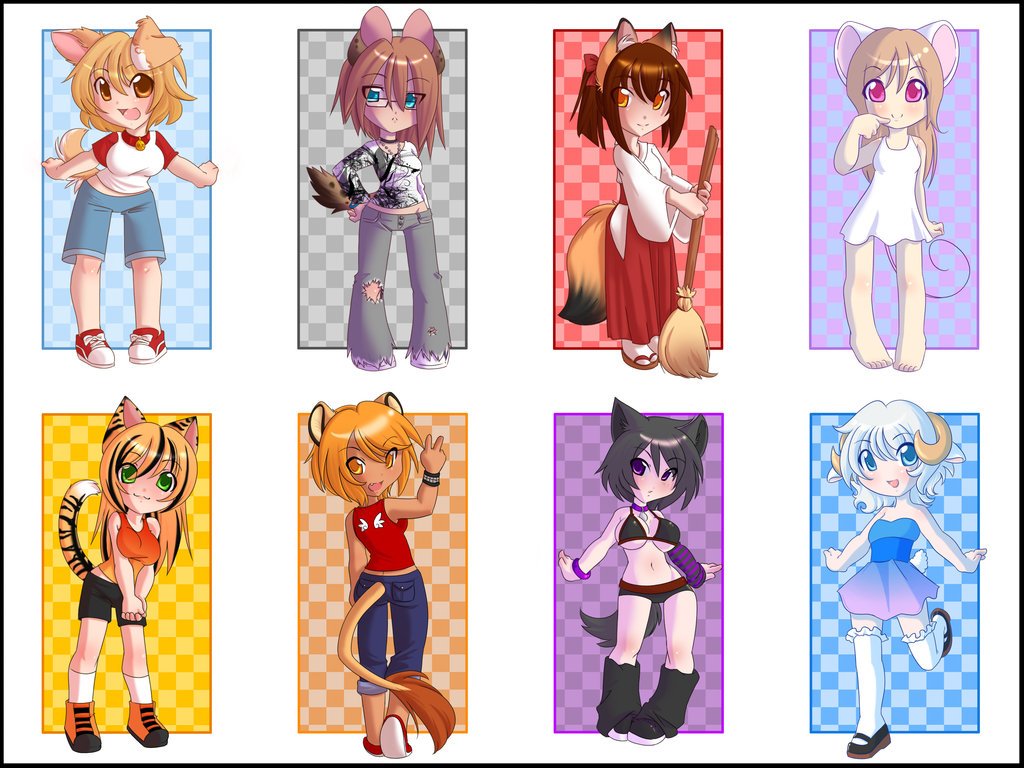
Einige Beispiele für Kemonomimi-Figuren

Kemonomimi bzw. Kemomimi (japanisch 獣耳, „Tierohren“) ist ein japanischer Begriff für menschlich gestaltete Manga- und Anime-Figuren mit Merkmalen von Tieren.
Im Gegensatz zu Kemono, die in der klassischen japanischen Kunst Tiere mit menschlichen Eigenschaften und Lebensweisen darstellen, sind Kemonomimi weitgehend menschlich gestaltet und besitzen nur einzelne Elemente von Tieren (in der Regel Tierohren und/oder Schwänze).
Die Vorbilder der Kemonomimi finden sich vor allem in der japanischen Mythologie. Sie haben häufig Merkmale von Katzen, Hunden oder Füchsen, Elemente anderer Tiere oder von Fabelwesen sind eher selten vertreten.

## Arten

Wikipe-tan als Catgirl

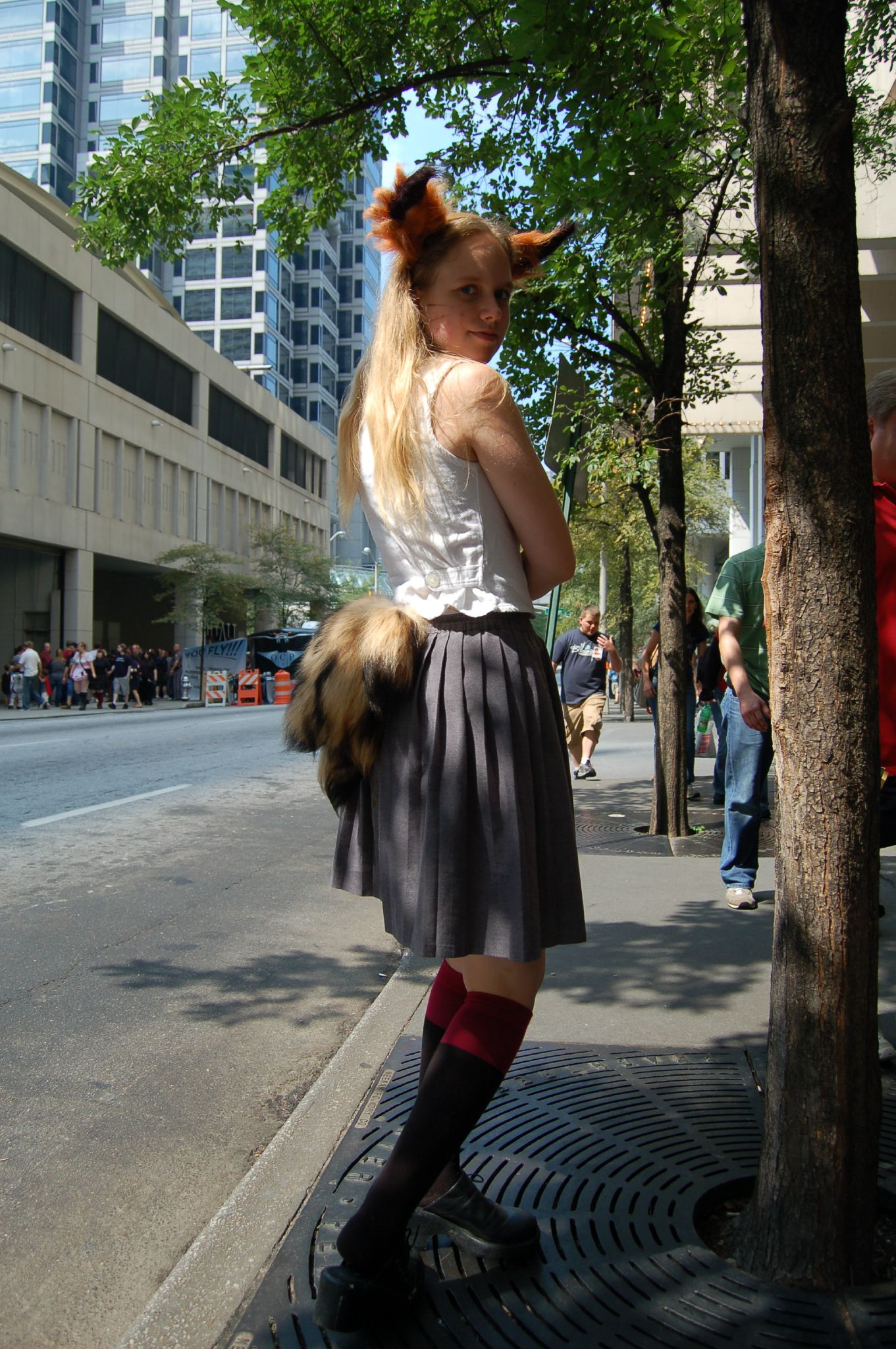
Cosplay eines neunschwänzigen Fuchsmädchens

### Katzen
Figuren mit mehr oder weniger ausgeprägten Katzenmerkmalen werden als Nekomimi (猫耳, Katzenohren) bezeichnet. Sie gehören zu den bekanntesten und beliebtesten Kemonomimi. Meist haben sie auch „typisch kätzische“ Charakterzüge. Ein besonders ikonisches Merkmal ist, dass solche Figuren öfters ein Nyan oder Nyaa (japanisch für Miau) in ihre Sätze einbauen.
Während die Bezeichnung im Japanischen geschlechtslos ist, haben sich international zur besseren Unterscheidung die Begriffe „Catgirl“ für weibliche Figuren und „Catboy“ für männliche Figuren eingebürgert. Catgirls sind die insgesamt am häufigsten vorkommenden Kemonomimi. Catboys, die eher aus dem Bishōnen-Genre stammen, kommen deutlich seltener vor.
Früher wurden nur Figuren als Nekomimi bezeichnet, bei denen die Katzenmerkmale echte Bestandteile des Körpers waren (z. B. Katzenohren oder -schwanz, Fell, Klauen etc.). Mittlerweile wird der Begriff auch für Figuren verwendet, bei denen diese Elemente nur künstlich aufgesetzt oder Bestandteil der Kleidung sind, ähnlich wie beim Cosplay.

### Füchse
Figuren mit mehr oder weniger ausgeprägten Fuchsmerkmalen werden als Kitsunemimi (狐耳, Fuchsohren) bezeichnet. Vorbild für diese Kemonomimi sind die Form verändernden Kitsune aus der japanischen Mythologie.

### Hasen
Angelehnt an die Playboy-Bunnys findet man die weiblichen Vertreter in vielen Werken. Männliche Formen sind eher ungewöhnlich.

### Hunde und Wölfe
Treue „Doggirls“ kommen seltener als Catgirls vor. Jedoch gibt es eine große Vielfalt an „Dogboys“, meist in mädchenorientierten Werken wie Shōjo, Shōnen Ai und Yaoi. Der bekannteste Vertreter ist Inu Yasha im gleichnamigen Manga und Anime.
Wolf-girls und -boys haben einen eher wilderen Einschlag, werden aber selten eingesetzt. Ein typisches Beispiel dafür ist die Light-Novel-Reihe Ōkami to Kōshinryō, die von einer Liebesbeziehung zwischen einem reisenden Kaufmann und einer Wolfsgöttin handelt.

### Ratten und Mäuse
Eine seltene, aber doch angetroffene Art der Kemonomimi sind Nagetiere, die manchmal als Gegenpol oder Beute von Catgirls eingesetzt werden.

## Verwendung

### Cosplay
Catgirls (Eigenkreationen und Original-Charaktere) sind ein beliebtes Thema bei der Wahl eines Cosplays.

### Maskottchen
Viele Anime-Conventions verwenden Kemonomimis oder Tiere als Maskottchen (u. a. Anime no Tomodachi, AniNite).

### Charaktere in Comics, Zeichentrick und Videospielen
Viele Animes (z. B. Fam in Ruin Explorers), Mangas (z. B. Schrödinger in Hellsing) und Spiele (z. B. Felicia in Darkstalkers) enthalten Catgirls oder andere Kemonomimi. Meist nehmen sie die Rolle des Narren oder generell komödiantischen Charakters ein.

### Furry
Gezeichnete, anthropomorphe Tierfiguren sind ein Hauptbestandteil des Furry-Fandom. Manchmal werden dafür Anleihen aus dem Bereich der Kemonomimi verwendet.

### Idole
Manche japanische Idole und Models sind auf Pinups als Catgirls gekleidet. Die US-Amerikanerin Lisa Batey trägt in ihrer Lifecast-Show Nekomimi_Lisa oft Katzenohren.

## Weiterführende Literatur
- Christopher Hart: Chibi-Manga zeichnen und malen : freche Maskottchen, niedliche Mini-Menschen und coole Catgirls ; mit zahlreichen Schritt-für-Schritt-Abbildungen. Knaur, München 2006, S. 50–85, ISBN 978-3-426-64410-2